# Greenwayodendron
Greenwayodendron es un género de plantas fanerógamas con dos especies perteneciente a la familia de las anonáceas. Son nativas de África tropical.

## Taxonomía
El género fue descrito por Bernard Verdcourt y publicado en Adansonia: recueil périodique d'observations botanique, n.s. 9: 89. 1969.  La especie tipo es: Greenwayodendron suaveolens

## Especies
| - Greenwayodendron oliveri - Greenwayodendron suaveolens |